# O naśladowaniu Chrystusa

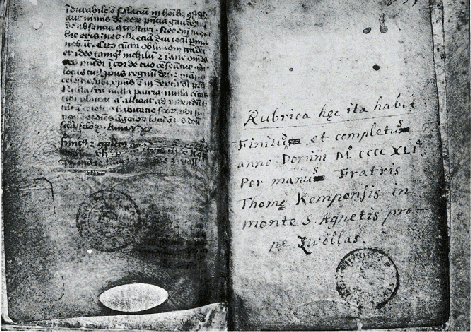
Manuskrypt O naśladowaniu Chrystusa znajdujący się w Bibliotece Królewskiej Belgii, w Brukseli

O naśladowaniu Chrystusa (łac. De imitatione Christi) – popularna książka-poradnik życia chrześcijańskiego, przypisywana Tomaszowi à Kempisowi, choć jej autorstwo nie jest ostatecznie ustalone. Spór o autora tekstu rozpoczął się w XV wieku, a bezpośrednią przyczyną są słowa zawarte na końcu rękopisu znajdującego się w bibliotece królewskiej w Brukseli: „Nie pytaj, kto powiedział, ale patrz, co powiedział”. Wśród autorów tego dzieła wymieniano na przestrzeni wieków m.in.: Bernarda z Clairvaux, Jana Gersona czy św. Bonawenturę. Nowsze badania sugerują, że autorem mógł być twórca renesansowego kierunku ascetycznego (devotio moderna) – Geert Groote.
Dzieło powstało prawdopodobnie przed rokiem 1427. Składa się z czterech ksiąg, powstałych najprawdopodobniej w różnym czasie jako odrębne dzieła. Za najwcześniejsze uznaje się:
- Admonitiones ad spiritualem vitam utiles (Zachęty pomocne do życia duchowego)
- Admonitiones ad interna trahentes (Zachęty do życia wewnętrznego).

Z czasem dołączono do nich księgi:
- De interna consolatione (O wewnętrznym ukojeniu)
- Devota exhortatio ad Sacram Corporis Christi Communionem (Gorąca zachęta do Komunii Świętej).

Mimo iż książkę krytykowano, zarzucając jej pesymizm, naiwność i pogardę dla spraw doczesnych, O naśladowaniu Chrystusa stało się jednym z najbardziej rozpowszechnionych (po Biblii) dzieł chrześcijańskich. Popularność zdobyła nie tylko wśród katolików, ale również wśród protestantów, a nawet niechrześcijan. Pociągająca dla czytelników była m.in. forma dialogu ucznia z niewidzialnym Mistrzem, która często pojawia się na kartach dzieła. 
Znanych jest 700 rękopisów tego dzieła, a przetłumaczono je na 95 języków. Fragmenty O naśladowaniu Chrystusa zostały zawarte w tekstach liturgii godzin w posoborowym brewiarzu.
Wśród czytelników dzieła można znaleźć świętych takich jak Franciszek Salezy, Ignacy Loyola, Karol Boromeusz, Josemaría Escrivá de Balaguer, Teresa z Lisieux, Jan XXIII, oraz błogosławionych i mistyków (np. Thomas Merton). Do lektury tej książki zachęcał listownie swoich przyjaciół Adam Mickiewicz, wspominali o niej w swojej prywatnej korespondencji Juliusz Słowacki, Cyprian K. Norwid i Jerzy Liebert. Wśród znanych czytelników można również znaleźć tak różne postacie, jak Daga Hammarskjölda, Witolda Pileckiego, Pierre'a Corneille'a, Stefana Żeromskiego, Gottfrieda W. Leibniza czy Ludwiga van Beethovena. Dzieło to przyczyniło się w dużym stopniu do zbliżenia się do katolicyzmu Aleksandra Wata.
Jedna z bohaterek powieści Emancypantki B. Prusa również jest czytelniczką O naśladowaniu.... 
W Polsce pierwszy (anonimowy) przekład ukazał się w 1545 r. Autorami kolejnych przekładów byli m.in. ks. Jakub Wujek, poeta Stanisław Grochowski, Jan Wielowiecki, ks. Aleksander Jełowicki i Anna Kamieńska. W czasie II wojny światowej książkę tę drukowano w Londynie i wysyłano do obozów jenieckich, trafiała do obozów koncentracyjnych, a także do środowisk polskich, które znalazły się poza ojczyzną.

## Literatura przedmiotu
- O naśladowaniu Chrystusa – wstęp ks. J. Twardowskiego i posłowie tłumaczki Anny Kamieńskiej do nowego wydania O Naśladowaniu Chrystusa z 1980 r.
- Tomasza a Kempis O naśladowaniu Chrystusa ksiąg czworo (wyd. z 1895 roku) (online)